# Josef Schlesinger
Josef Schlesinger (30. prosince 1831 Šumperk – 10. dubna 1901 Vídeň) byl rakouský matematik, filozof a politik německé národnosti, původem ze severní Moravy, na konci 19. století poslanec Říšské rady.

## Biografie
Byl synem tkalce a v mládí se vyučit tomuto řemeslu. Pracoval jako tkalcovský učeň, ale roku 1850 nastoupil jako úředník na okresní hejtmanství v Šumperku. Ještě téhož roku pak odešel do Vídně. Zde absolvoval jednoletý přípravný kurz a roku 1851 začal studovat na Vídeňské polytechnice. V letech 1859/1860 byl pomocným asistentem na Institutu deskriptivní geometrie při Vídeňské polytechnice, kde později v letech 1860–1865 působil jako řádný asistent. V roce 1865 získal učitelskou zkoušku pro vyšší reálné školy v oboru geometrie, matematiky a strojařství. Učil pak od roku 1866 na různých reálných školách. Téhož roku se habilitoval. Roku 1870 se stal mimořádným a roku 1871 řádným profesorem matematiky, geometrie a mechaniky na Lesnické akademii v Mariabrunnu, od roku 1875 byl profesorem geometrie na Vysoké škole zemědělské ve Vídni. V letech 1876/1877 a 1889/1890 byl jejím rektorem. Podílel se na rozvoji učebních metod a výukových modelů. V roce 1878 byl vyznamenán na Světové výstavě v Paříži stříbrnou medailí.
Zapojil se i do veřejného a politického života. Od roku 1896 zasedal ve Vídeňské obecní radě a téhož roku se také stal poslancem Dolnorakouského zemského sněmu. V 90. letech 19. století se zapojil i do celostátní politiky. Ve volbách do Říšské rady roku 1891 získal mandát za městskou kurii, obvod Vídeň, VIII. okres. Za týž obvod mandát obhájil i ve volbách do Říšské rady roku 1897 a volbách do Říšské rady roku 1901. Ještě během roku 1901 ale zemřel a jeho místo v parlamentu zaujal Alois Heilinger. Profesně byl k roku 1897 uváděn jako profesor na vysoké škole zemědělské. Byl členem Křesťansko sociální strany. Kritizoval podmínky rakousko-uherského vyrovnání.
Vystupoval proti materialismu ve vědě a snažil se vysvětlit některé přírodní jevy pomocí teologických argumentů.